# 일탈레흐티

『일탈레흐티』(핀란드어: Iltalehti→저녁신문)는 핀란드의 석간 타블로이드 신문이다. 1980년 『우시 수오미』의 석간으로 창간했다. 발행사는 알마메디아 콘체른의 계열사인 ㈜알마메디아수오미다. 현재 주필은 페르투 카웁피넨이다. 월요일부터 토요일까지 주 6회 발행한다.